# Ergebnisse der Kommunalwahlen in Halle (Saale)
In den folgenden Listen werden die Ergebnisse der Kommunalwahlen in Halle (Saale) aufgelistet. Es werden die Ergebnisse der Wahlen zum Stadtrat ab 1990 angegeben.
Es werden nur diejenigen Parteien und Wählergruppen aufgelistet, die bei wenigstens einer Wahl mindestens zwei Prozent der gültigen Stimmen erhalten haben. Bei mehrmaligem Überschreiten dieser Grenze werden auch Ergebnisse ab einem Prozent aufgeführt. Das Feld der Partei, die bei der jeweiligen Wahl die meisten Stimmen bzw. Sitze erhalten hat, ist farblich gekennzeichnet.

## Parteien
- AfD: Alternative für Deutschland
- B’90: Bündnis 90
  - 1990 als B’90 u. a.: zusammen mit Demokratie Jetzt, Grüne Liga und Neues Forum (Forum) → NF
- B’90/Grüne: Bündnis 90/Die Grünen → Grüne
- B.F.D.: Bund Freier Demokraten → 1990: FDP
- CDU: Christlich Demokratische Union Deutschlands
  - 1990: CDU der DDR
- CSU: Christlich-Soziale Union
- DA: Demokratischer Aufbruch
- DBD: Demokratische Bauernpartei Deutschlands
- DFD: Demokratischer Frauenbund Deutschlands
- dieBasis: Basisdemokratische Partei Deutschland
- DSU: Deutsche Soziale Union
- FDP: Freie Demokratische Partei
  - 1990 als: F.D.P. der DDR
- FW: Freie Wähler
- Graue: Die Grauen – Graue Panther
  - 2009: WG Graue/VS
- Grüne: B’90/Grüne
  - 1990 als: Grüne Partei in der DDR
- Linke: Die Linke
  - bis 2004: PDS
- NF: Neues Forum (Forum)
- NPD: Nationaldemokratische Partei Deutschlands
- PARTEI: Partei für Arbeit, Rechtsstaat, Tierschutz, Elitenförderung und basisdemokratische Initiative
- PDS: Partei des Demokratischen Sozialismus → Linke
- REP: Die Republikaner
- SPD: Sozialdemokratische Partei Deutschlands
  - 1990 als: SPD der DDR
- VL: Vereinigte Linke
  - 1990: VL u. a.: zusammen mit Freie Deutsche Jugend und Unabhängiger Frauenverband
- Volt: Volt Deutschland

## Wählergruppen
- BkK: Bürgerkomitee Kanena
- HaHa: Hauptsache Halle
- MB: Mitbürger
- UBA: Unabhängige Bürgerinitiative Ammendorf
- UBL: Unabhängige Bürgerliste
- WGMB: Wählergemeinschaft Mieter und Bürgerliche
- WG-VS: Wählergemeinschaft Volkssolidarität
- WG Graue/VS: Wählergemeinschaft Die Grauen – Graue Panther/Volkssolidarität → Graue
- WIR: WIR für Halle

## Stadtratswahlen
Stimmenanteile der Parteien und Wählergruppen in Prozent
| Jahr    | Wbt  | Linke  | CDU    | Grüne  | AfD   | SPD   | HaHa | FDP     | NF   | MB   | PARTEI |
| ------- | ---- | ------ | ------ | ------ | ----- | ----- | ---- | ------- | ---- | ---- | ------ |
| 11990 1 | 68,2 | 17,2   | 29,5   | 2,6    |       | 21,8  |      | 211,3 2 | 10,7 |      |        |
| 31994 3 | 60,5 | 26,0   | 23,3   | 6,3    |       | 24,7  |      | 9,0     | 4,0  |      |        |
| 41999 4 | 44,7 | 24,4   | 29,0   | 3,0    |       | 22,6  |      | 4,4     | 2,8  | 2,0  |        |
| 52004 5 | 38,7 | 25,0   | 24,3   | 5,9    |       | 17,9  |      | 5,7     | 1,7  | 5,3  |        |
| 62009 6 | 37,5 | 24,3   | 24,7   | 8,7    |       | 19,2  |      | 8,8     | 2,1  | 7,7  |        |
| 2014    | 40,4 | 025,08 | 025,12 | 010,05 | 4,6   | 19,1  |      | 4,2     | 1,8  | 5,6  | 0,9    |
| 72019 7 | 56,6 | 17,8   | 17,4   | 16,3   | 14,0  | 11,3  | 6,9  | 5,4     |      | 4,5  | 3,4    |
| 82024 8 | 60,9 | 12,39  | 20,58  | 11,39  | 21,19 | 11,86 | 5,47 | 3,6     |      | 4,14 | 3,27   |

Sitzverteilung der Parteien und Wählergruppen, die mindestens bei einer Wahl mehr als drei Sitze erhalten haben
| Jahr | Gesamt | Linke | CDU | Grüne | AfD | SPD | HaHa | FDP | MB | WIR | WG/MB | NF |
| ---- | ------ | ----- | --- | ----- | --- | --- | ---- | --- | -- | --- | ----- | -- |
| 1990 | 160    | 28    | 47  | 4     |     | 35  |      | 18  |    |     |       | 17 |
| 1994 | 56     | 15    | 13  | 3     |     | 14  |      | 5   |    |     |       | 2  |
| 1999 | 56     | 14    | 16  | 2     |     | 13  |      | 2   | 1  |     | 4     | 2  |
| 2004 | 56     | 14    | 14  | 3     |     | 10  |      | 3   | 3  | 3   |       | 1  |
| 2009 | 56     | 14    | 14  | 5     |     | 11  |      | 5   | 4  |     |       | 1  |
| 2014 | 56     | 14    | 14  | 6     | 3   | 11  |      | 2   | 3  |     |       | 1  |
| 2019 | 56     | 10    | 10  | 9     | 8   | 6   | 4    | 3   | 3  |     |       |    |
| 2024 | 56     | 7     | 11  | 6     | 12  | 7   | 3    | 2   | 2  |     |       |    |

Sitzverteilung der Parteien und Wählergruppen, die nie mehr als zwei Sitze erhalten haben
| Jahr | PARTEI | FW | NPD | dieBasis | Volt | Graue | REP | UBL | WG-VS | DA | CSU | DSU | VL | DFD | DBD | UBA | BkK |
| ---- | ------ | -- | --- | -------- | ---- | ----- | --- | --- | ----- | -- | --- | --- | -- | --- | --- | --- | --- |
| 1990 |        |    |     |          |      |       |     |     | 2     | 2  | 1   | 1   | 1  | 1   | 1   | 1   | 1   |
| 1994 |        |    |     |          |      | 1     | 1   |     | 2     |    |     |     |    |     |     |     |     |
| 1999 |        |    |     |          |      | 1     |     |     | 1     |    |     |     |    |     |     |     |     |
| 2004 |        |    | 1   |          |      | 2     |     | 1   | 1     |    |     |     |    |     |     |     |     |
| 2009 |        |    | 1   |          |      | 1     |     |     | Graue |    |     |     |    |     |     |     |     |
| 2014 | 1      |    | 1   |          |      |       |     |     |       |    |     |     |    |     |     |     |     |
| 2019 | 2      | 1  |     |          |      |       |     |     |       |    |     |     |    |     |     |     |     |
| 2024 | 2      | 1  |     | 1        | 2    |       |     |     |       |    |     |     |    |     |     |     |     |

Fußnoten